# Liste der Biografien/Vir
Liste der Biografien |
Portal Biografien |
Personensuche
# |
A |
B |
C |
D |
E |
F |
G |
H |
I |
J |
K |
L |
M |
N |
O |
P |
Q |
R |
S |
T |
U |
V |
W |
X |
Y |
Z |
?
 
Va |
Vd |
Ve |
Vh |
Vi |
Vj |
Vl |
Vn |
Vo |
Vr |
Vs |
Vt |
Vu |
Vy
 
Via |
Vib |
Vic |
Vid |
Vie |
Vif |
Vig |
Vih |
Vii |
Vij |
Vik |
Vil |
Vim |
Vin |
Vio |
Vip |
Viq |
Vir |
Vis |
Vit |
Viu |
Viv |
Vix |
Viy |
Viz
Die Liste der Biografien führt alle Personen auf, die in der deutschsprachigen Wikipedia einen Artikel haben. Dieses ist eine Teilliste mit 148 Einträgen von Personen, deren Namen mit den Buchstaben „Vir“ beginnt.

## Vir
- Vir, Param (* 1952), indischer Komponist

### Vira
- Vira Arpondratana, Francis Xavier (* 1955), thailändischer Geistlicher, römisch-katholischer Erzbischof von Bangkok
- Virachkul, Nicky (1948–1999), US-amerikanischer Dartspieler
- Virág, Bálint (* 1973), ungarischer Mathematiker
- Virág, Béla (* 1976), ungarischer Fußballspieler und -trainer
- Virág, Csanád (* 1988), rumänischer Eishockeyspieler
- Virág, Ferenc (1869–1958), ungarischer Prälat und Komitatsbischof von Pécs
- Virág, Lajos (* 1977), ungarischer Ringer
- Viragh, Arpad (1888–1930), ungarischer Kameramann
- Viragh, Christina (* 1953), ungarisch-schweizerische Schriftstellerin und Übersetzerin
- Virágh-Ebner, Ede (1912–1951), ungarisch-US-amerikanischer Ringer und Wrestler
- Virally, Michel (1922–1989), französischer Jurist
- Virameteekul, Virachai (* 1967), thailändischer Universitätsprofessor und Politiker
- Viramontes, Brenda (* 1995), mexikanische Fußballspielerin
- Virant, Gregor (* 1969), slowenischer Verwaltungswissenschaftler und Politiker
- Virapen, John (1943–2015), Manager
- Virarajendra Chola († 1070), indischer Herrscher
- Virasoro, Miguel (1940–2021), argentinischer Physiker
- Virata, Cesar (* 1930), philippinischer Politiker

### Virb
- Virbalas, Lionginas (* 1961), litauischer Ordensgeistlicher und emeritierter römisch-katholischer Erzbischof von Kaunas

### Virc
- Virch, Erich (* 1950), deutscher Texter, Komponist, Musiker, Produzent und Schriftsteller
- Virchow, Fabian (* 1960), deutscher Sozialwissenschaftler
- Virchow, Hans (1852–1940), deutscher Mediziner und Hochschullehrer
- Virchow, Rudolf (1821–1902), deutscher Pathologe, Prähistoriker und Politiker (DFP), MdRRudolf Virchow (1821–1902)

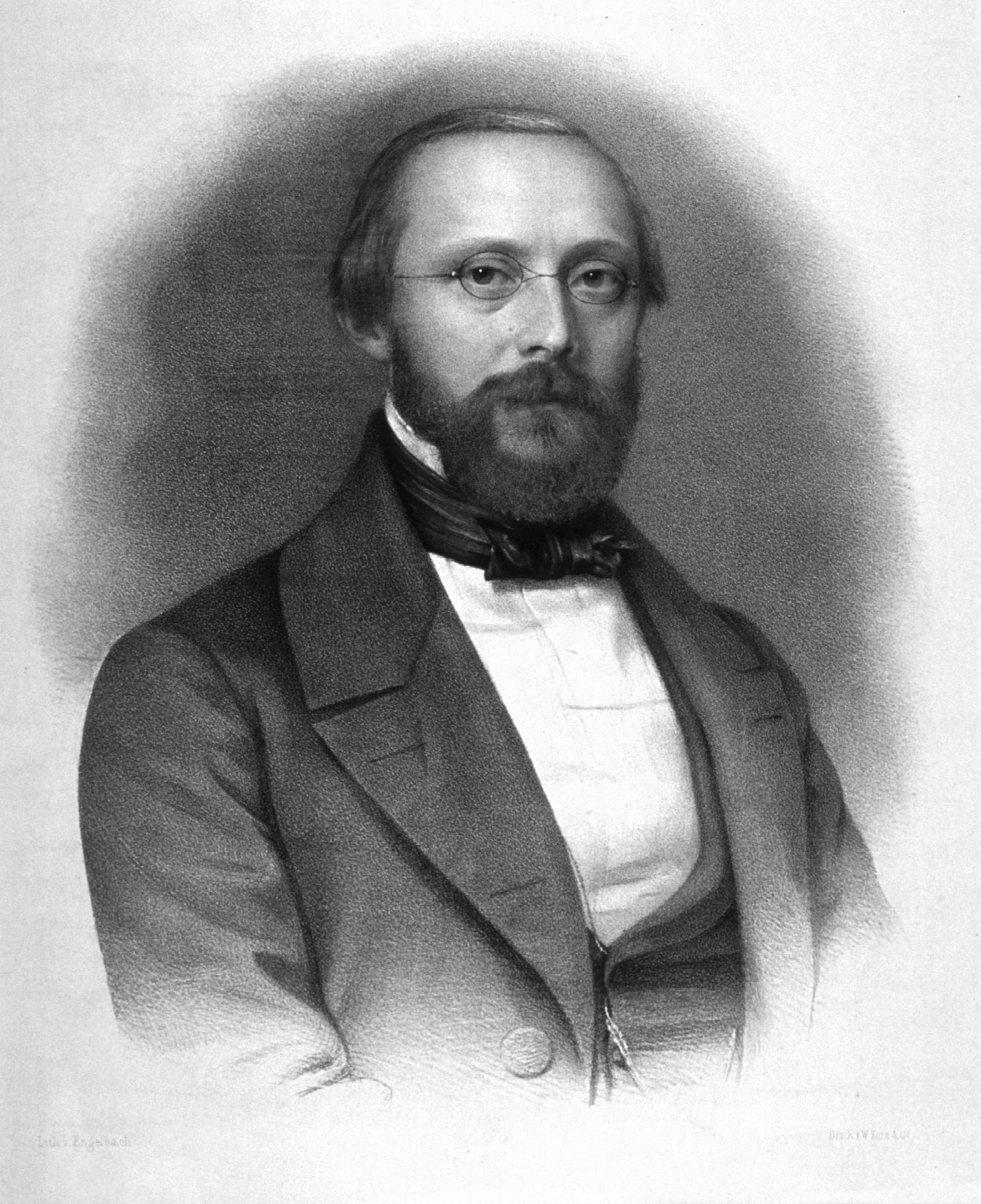
Rudolf Virchow (1821–1902)

- Virck, Friedrich Wilhelm (1882–1926), deutscher Architekt und Baubeamter, Oberbaudirektor in Lübeck

### Vird
- Virdee, Jasbir (* 1950), tansanischer Hockeyspieler
- Virdee, Tejinder (* 1952), britischer Physiker
- Virdis, Pietro Paolo (* 1957), italienischer Fußballspieler und -trainer
- Virdung von Hartung, Hieronymus Conrad (1640–1708), deutscher Mediziner, Professor der Medizin in Würzburg
- Virdung von Hartung, Otto Philipp (1696–1758), deutscher Mediziner, praktischer Arzt in Bamberg
- Virdung von Hartung, Philipp Wilhelm (1664–1708), deutscher Mediziner
- Virdung, Johannes (* 1463), deutschsprachiger Astrologe und Schriftsteller
- Virdung, Michael (1575–1637), Dichter und Hochschullehrer
- Virdung, Sebastian (* 1465), deutscher Sänger, Komponist und Musiktheoretiker

### Vire
- Virelles, David (* 1983), kubanischer Jazzmusiker
- Virén, Lasse (* 1949), finnischer Leichtathlet und Politiker, Mitglied des Reichstags
- Virenque, Richard (* 1969), französischer RadrennfahrerRichard Virenque (* 1969)

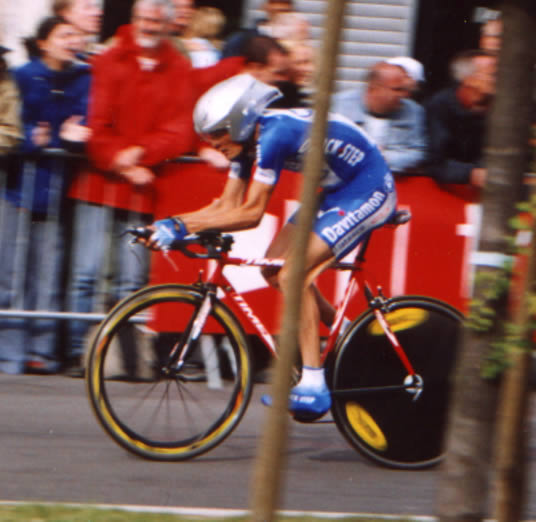
Richard Virenque (* 1969)

- Viresalingam, Kandukuri (1848–1919), indischer Reformer und Schriftsteller
- Viret, Jean-Philippe (* 1959), französischer Jazzmusiker (Kontrabass, Komposition)
- Viret, Pierre (1511–1571), Schweizer Reformator in Genf und Lausanne

### Virg
- Virga, Valerio (* 1986), italienischer Fußballspieler
- Virga, Vincenzo (* 1936), sizilianischer Mafioso
- Virgen, Juan (* 1987), mexikanischer Volleyball- und Beachvolleyballspieler
- Virgens, Ursula, deutsche Schauspielerin
- Virgil von Salzburg († 784), heiliger Bischof von Salzburg
- Virgili, Adelchi (* 1990), italienischer Tennisspieler
- Virgili, Carmina (1927–2014), spanische Geologin
- Virgili, Giuseppe (1935–2016), italienischer Fußballspieler
- Virgili, James (* 1992), australischer Fußballspieler
- Virgílio Ferreira de Fontes Pereira (* 1959), angolanischer Politiker
- Virgilio, Rosario (1499–1559), italienischer Kardinal
- Virgilius Maro Grammaticus, irischer Schriftsteller
- Virgin, Craig (* 1955), US-amerikanischer Langstreckenläufer
- Virgin, Eric (1876–1950), schwedischer General
- Virgin, Gottfrid (1831–1876), schwedischer Porträt-, Genre- und Landschaftsmaler der Düsseldorfer Schule
- Virginia von Poitu, Schafhirtin und Heilige
- Virgínia, Bárbara (1923–2015), portugiesische Schauspielerin, Hörfunksprecherin und Filmregisseurin
- Virgínia, João (* 1999), portugiesischer Fußballspieler
- Virginius, Adrian (1663–1706), deutschbaltischer Bibelübersetzer und Theologe
- Virginius, Adrian der Ältere († 1647), deutschbaltischer lutherischer Theologe
- Virginius, Alan (* 2003), französischer Fußballspieler
- Virginius, Andreas (1596–1664), deutschbaltischer Theologe, Hochschullehrer und Geistlicher
- Virginius, Andreas (1640–1701), deutschbaltischer Bibelübersetzer und Theologe
- Virgo, Adam (* 1983), schottischer Fußballspieler
- Virgo, Clement (* 1966), kanadischer Filmregisseur und Filmproduzent
- Virgo, Geoff (1918–2001), australischer Politiker, Abgeordneter und Minister
- Virgo, Ian (* 1981), US-amerikanisch-britischer Film- und Theaterschauspieler
- Virgo, John (* 1946), englischer Snookerspieler, Kommentator, Moderator und Buchautor
- Virgolini, Alexander Maria (* 1964), österreichischer Schauspieler
- Virgolini, Irene J. (* 1962), österreichische Nuklearmedizinerin
- Virgüez, Franklin (* 1953), venezolanischer Schauspieler

### Viri
- Viriathus († 139 v. Chr.), keltiberischer GuerillakämpferViriathus († 139 v. Chr.)

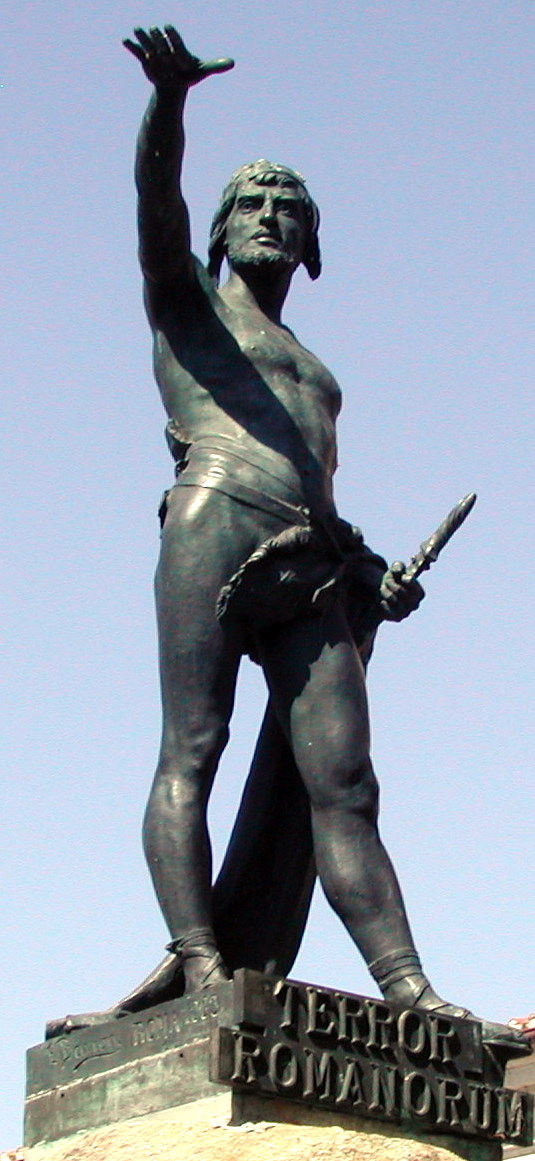
Viriathus († 139 v. Chr.)

- Viric, Vladislav (* 1979), serbischer Fußballspieler
- Viridomarus († 222 v. Chr.), keltischer Heerführer
- Viridovix, Häuptling des gallischen Volks der Veneller
- Virieux, Denise (* 1964), Schweizer Schauspielerin
- Virili, Luca Antonio (1569–1634), italienischer Kardinal
- Virilio, Paul (1932–2018), französischer Architekt, Philosoph, Essayist und Kritiker der Mediengesellschaft
- Virius Gallus, römischer Konsul (298)
- Virius Lupus, römischer Konsul
- Virius Lupus Iulianus, Lucius, römischer Konsul 232
- Virius, Mirko (1889–1943), jugoslawischer Künstler

### Virj
- Virjassov, Vadim (* 1986), estnisch-australischer Eishockeyspieler
- Virjin, Huysuz (1932–2020), türkischer Travestiekünstler und Komödiant

### Virk
- Virk, Jani (* 1962), slowenischer Schriftsteller, Lyriker, Redakteur, Journalist und Übersetzer
- Virk, Manjinder (* 1975), britische Filmschauspielerin, Filmregisseurin und Drehbuchautorin indischer Abstammung
- Virk, Tomo (* 1960), slowenischer Literaturwissenschaftler, Essayist und Übersetzer
- Virkkunen, Henna (* 1972), finnische PolitikerinHenna Virkkunen (* 1972)

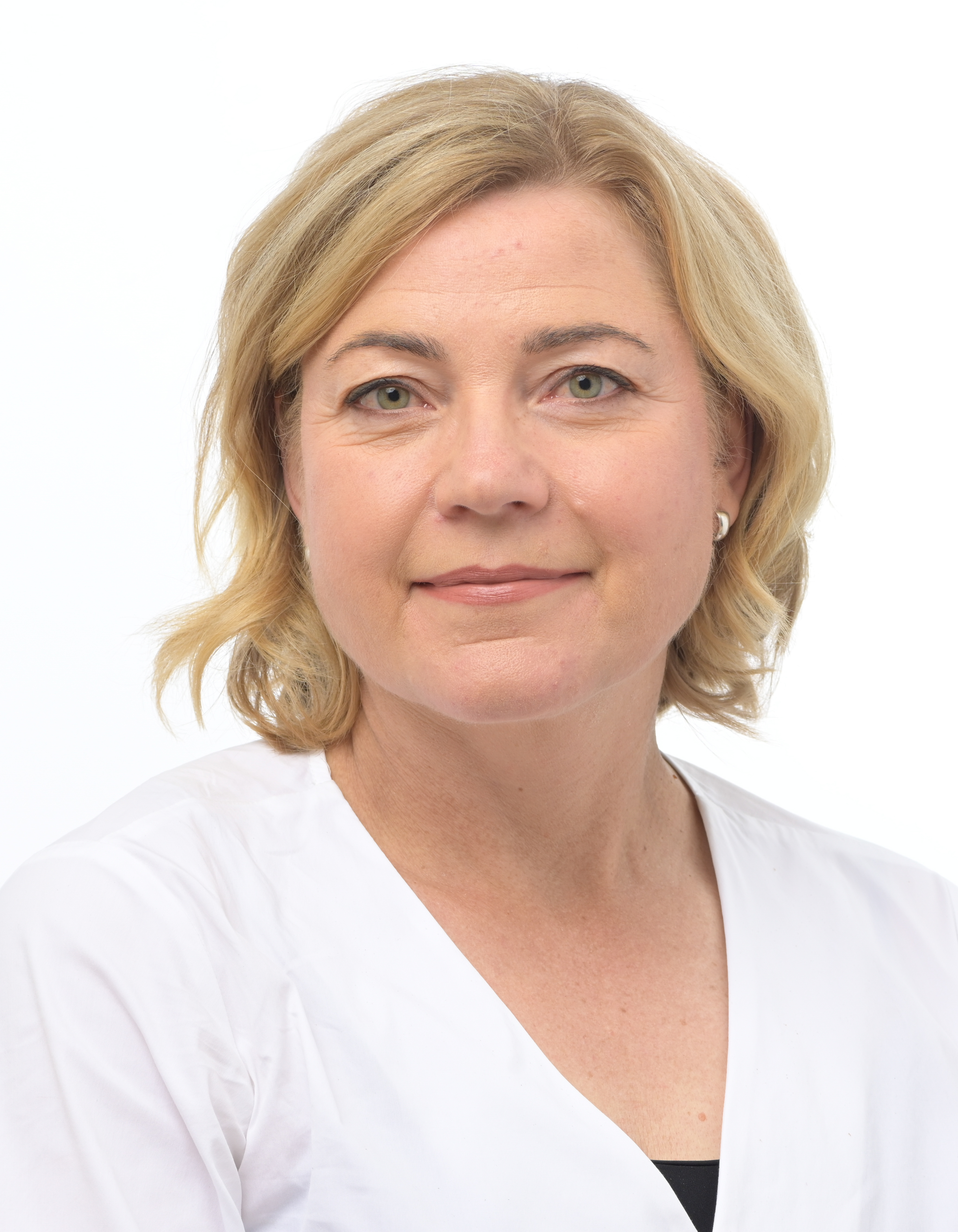
Henna Virkkunen (* 1972)

- Virkler, Dennis (1941–2022), amerikanischer Filmeditor
- Virkner, Helle (1925–2009), dänische Schauspielerin
- Virkus, Roland (* 1966), deutscher Fußballfunktionär

### Virl
- Virl, Hermann (1903–1958), deutscher Graphiker
- Virlogeux, Henri (1924–1995), französischer Schauspieler
- Virlogeux, Michel (* 1946), französischer Brückenbau-Ingenieur
- Virlouvet, Lucien (1900–1966), französischer Autorennfahrer

### Virm
- Virmond, Eugen (1844–1906), preußischer Lokalhistoriker, Schriftsteller und königlich preußischer Postverwalter
- Virmont, Ambrosius Franz von († 1744), deutscher Adliger
- Virmont, Damian Hugo von (1666–1722), kaiserlicher General und Diplomat
- Virmont, Franz Adrian von (1696–1716), kaiserlicher Offizier
- Virmont, Johann Ludwig von (* 1710), deutscher Adliger
- Virmont, Joseph Damian Max von (1707–1730), deutscher Adliger

### Virn
- Virneburg, Gregor von (1510–1578), Weihbischof in Trier und Rektor der Universität Trier
- Virneburg, Heinrich III. von († 1353), Erzbischof und Kurfürst von Mainz
- Virneburg, Johann von († 1371), gewählter Erzbischof von Köln, Bischof von Münster sowie von Utrecht
- Virneisel, Wilhelm Peter Heinrich (1902–1995), deutscher Musikwissenschaftler, Bibliothekar und Dirigent
- Virnich, Birgit (* 1959), deutsche Journalistin, Autorin und Filmemacherin
- Virnich, Franz (1882–1943), deutscher Gutsbesitzer, Jurist und NS-Opfer
- Virnich, Thomas (* 1957), deutscher Bildhauer und Maler
- Virnich, Winand (1836–1890), deutscher Redakteur und Politiker (Zentrum), MdR
- Virno, Paolo (* 1952), italienischer Philosoph, Semiotiker und politischer Aktivist

### Viro
- Virolainen, Aleksi (* 1997), finnischer E-SportlerAleksi Virolainen (* 1997)

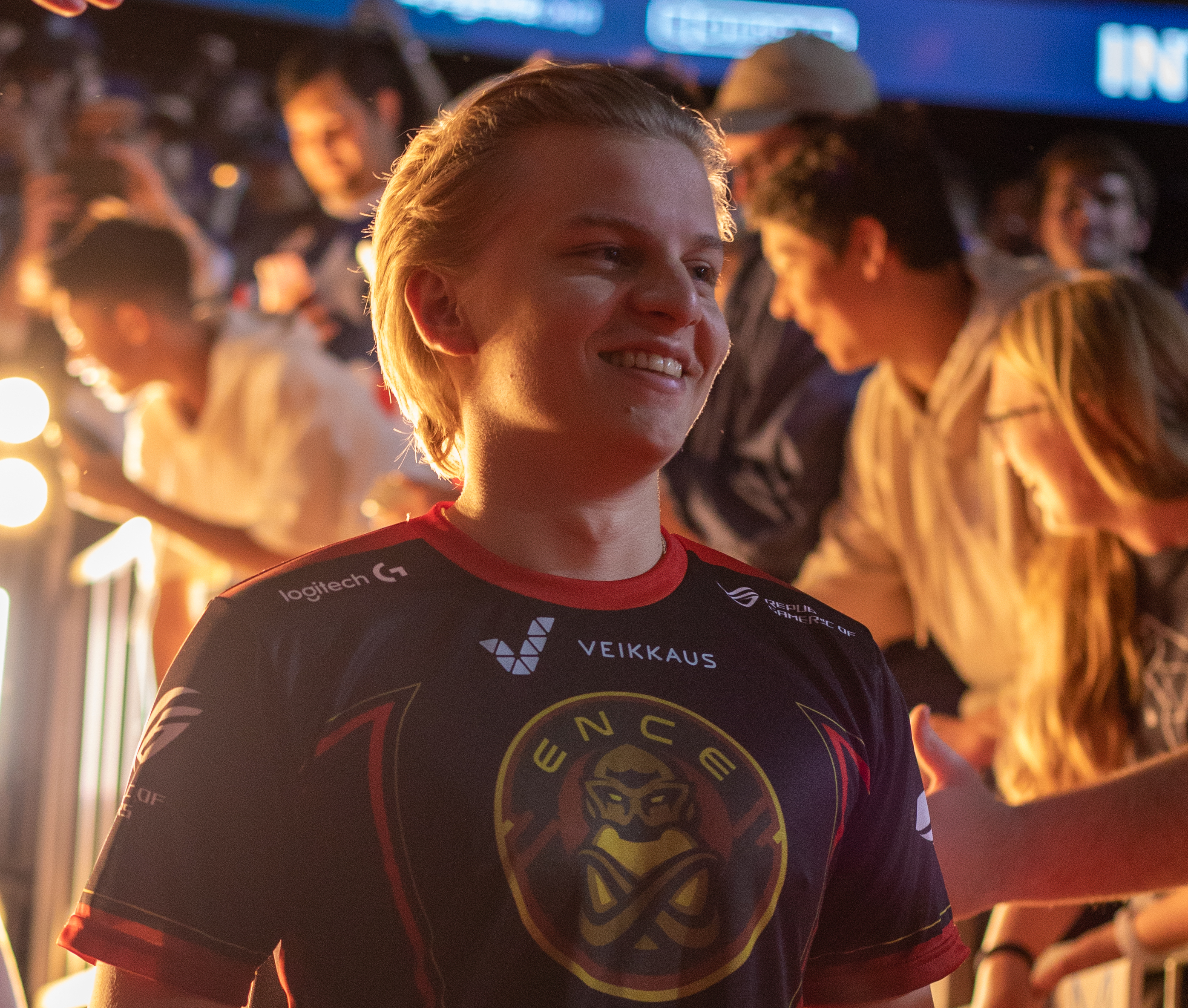
Aleksi Virolainen (* 1997)

- Virolainen, Anne-Mari (* 1965), finnische Politikerin
- Virolainen, Johannes (1914–2000), finnischer Politiker, Mitglied des Reichstags und Ministerpräsident
- Viroli, Sandro (* 1957), italienisch-deutscher Journalist und Medienmanager
- Virolleaud, Charles (1879–1968), französischer Orientalist, Archäologe, Religionswissenschaftler und Schriftsteller

### Virr
- Virrankoski, Kyösti (* 1944), finnischer Politiker, Mitglied des Reichstags, MdEP

### Virs
- Virshilas, Katya (* 1983), litauisch-israelisch-kanadische Tänzerin und Schauspielerin
- Virshubski, Mordechai (1930–2012), deutsch-israelischer Rechtsanwalt und Politiker (Meretz)

### Virt
- Virt, Günter (* 1940), österreichischer römisch-katholischer Moraltheologe
- Virta, Hannu (* 1963), finnischer Eishockeyspieler und -trainer
- Virta, Juha (* 1970), finnischer Pädagoge, Medienkünstler und Kinderbuch-Autor
- Virta, Noora (* 1982), finnische Badmintonspielerin
- Virta, Olavi (1915–1972), finnischer Sänger
- Virta, Päivi (* 1964), finnische Eishockeyspielerin
- Virta, Tony (* 1972), finnischer Eishockeyspieler
- Virtanen, Artturi Ilmari (1895–1973), finnischer Biochemiker, Nobelpreisträger für Chemie (1945)
- Virtanen, Eino (1908–1980), finnischer Ringer
- Virtanen, Jake (* 1996), finnisch-kanadischer EishockeyspielerJake Virtanen (* 1996)

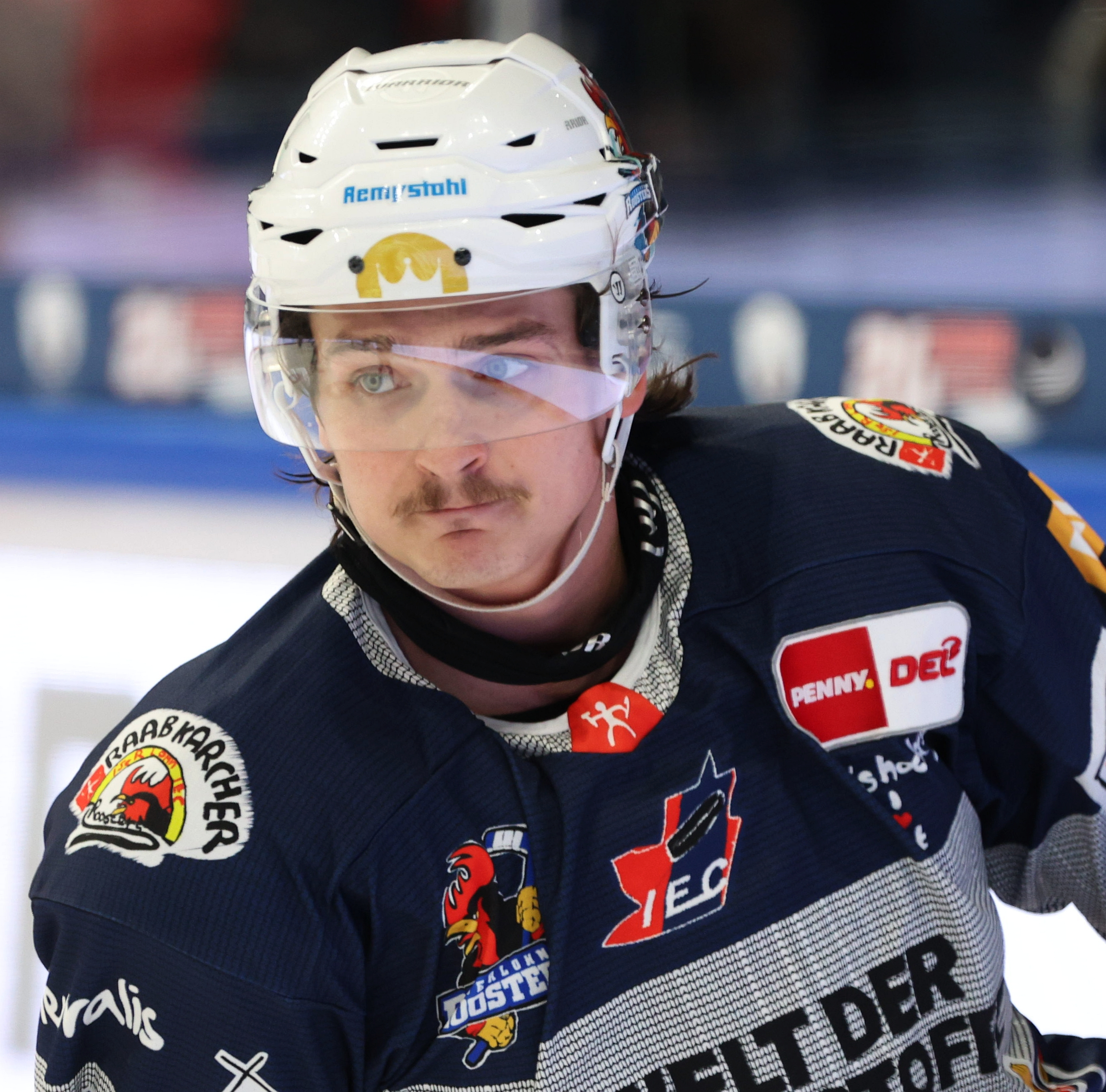
Jake Virtanen (* 1996)

- Virtanen, Jukka (* 1959), finnischer Eishockeyspieler
- Virtanen, Kaarlo (1921–2006), finnischer Mathematiker
- Virtanen, Lauri (1904–1982), finnischer Leichtathlet
- Virtanen, Miko (* 1999), finnischer Fußballspieler
- Virtanen, Otso (* 1994), finnischer Fußballtorwart
- Virtanen, Otto (* 2001), finnischer Tennisspieler
- Virtanen, Reima (* 1947), finnischer Boxer
- Virtanen, Sannakaisa (* 1960), finnische Materialwissenschaftlerin und Hochschullehrerin
- Virtanen, Valtter (* 1987), finnischer Eiskunstläufer
- Virtanen, Ville (* 1961), finnischer Schauspieler, Drehbuchautor, Filmregisseur und Schriftsteller
- Virts, Terry Wayne (* 1967), US-amerikanischer Astronaut
- Virtual Riot (* 1994), deutscher DJ und Produzent von elektronischer Tanzmusik
- Virtue, Tessa (* 1989), kanadische EiskunstläuferinTessa Virtue (* 1989)

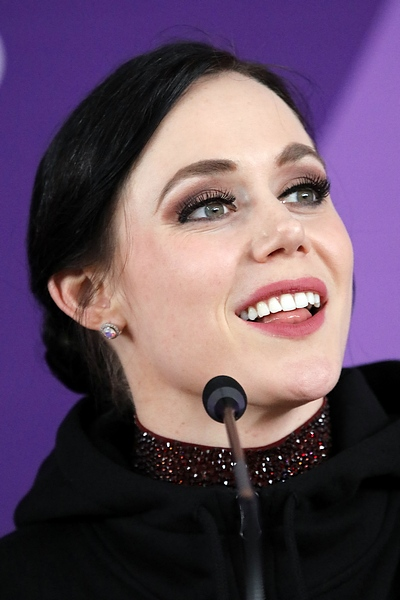
Tessa Virtue (* 1989)

### Viru
- Virués, Cristóbal de (* 1550), spanischer Schriftsteller
- Viruthakulangara, Abraham (1943–2018), indischer Geistlicher, römisch-katholischer Erzbischof von Nagpur

### Virv
- Virvidakis, Kiriakos (* 1948), griechischer Mediziner und Politiker

### Viry
- Viry, David (* 1989), französischer Skispringer
- Viry, Jean-Claude (1943–2011), französischer Biathlet

### Virz
- Virzi, Antônio (1882–1954), italienisch-brasilianischer Architekt
- Virzì, Paolo (* 1964), italienischer Regisseur, Filmproduzent und Drehbuchautor